# Eli-Ad
Eli-Ad též Eli'ad nebo Eliad, původně El Al (hebrejsky אלי-עד nebo אליעד, původně též אל-על, podle popraveného izraelského špióna v Sýrii Eliho Cohena a nedalekého vádí נחל אל על Nachal El Al, též odvozeno od původní vysídlené syrské vesnice El Al -אלעל- v této lokalitě, která uchovávala jméno židovského sídla El'ala -אלעלה- zmiňovaného v Talmudu, v oficiálním přepisu do angličtiny Eli-Ad) je izraelská osada a vesnice typu mošav na Golanských výšinách v Oblastní radě Golan.

## Geografie
Nachází se v nadmořské výšce 365 metrů, cca 18 kilometrů východně od města Tiberias, cca 70 kilometrů východně od Haify a cca 120 kilometrů severovýchodně od centra Tel Avivu. Leží na náhorní plošině v jižní části Golanských výšin, poblíž prudkého zlomu, který se západně od osady propadá směrem ke Galilejskému jezeru. Jihovýchodně od obce se zase terén prudce svažuje do údolí vodního toku Nachal Rakad, který odděluje území izraelské a syrské kontroly a tvoří hranici Golanských výšin.
Obec je situována v oblasti s hustou sítí zemědělského osídlení, takřka výlučně židovského, tedy bez arabských sídel. Na dopravní síť Golanských výšin je napojena pomocí silnice číslo 98 - hlavní severojižní komunikace v tomto regionu.

## Dějiny
Eli-Ad leží na Golanských výšinách, které byly dobyty izraelskou armádou v roce 1967 a jsou od té doby cíleně osidlovány Izraelci. Tato vesnice byla založena v roce 1968 jako polovojenské sídlo typu Nachal pod názvem (נח"ל אל-על) Nachal El-Al. 4. června 1970 byla proměněna na civilní mošav El-Al. Slavnostní předání vesnice do užívání se odehrálo 17. května 1973. Byla tehdy rozšířena a přejmenována na Eli-Ad.
Přání pojmenovat vesnici podle Eliho Cohena vzešlo od samotných osadníků. Osadníci patřili mezi stoupence Izraelské strany práce. Ve zprávě z roku 1977 vypracované pro Senát Spojených států amerických se počet obyvatel odhadoval na 150. Plocha vesnice byla udávána na 4500 dunamů (4,5 kilometrů čtverečních). V Eli-Ad fungují zařízení předškolní péče o děti. Základní školství je k dispozici v nedaleké střediskové obci Bnej Jehuda, střední ve městě Kacrin. Ekonomika obce je založena na zemědělství a turistice. Funguje tu vinařštví שאטו גולן (Chateau Golan).

## Demografie
Eli-Ad je sekulární osadou. Jde o menší sídlo vesnického typu s dlouhodobě rostoucí populací. K 31. prosinci 2014 zde žilo 328 lidí. Během roku 2014 stoupla populace o 8,6 %.
| Rok            | 1983 | 1995 | 1999 | 2000 | 2001 | 2003 | 2004 | 2005 | 2006 | 2007 | 2008 | 2009 | 2010 | 2011 | 2012 | 2013 | 2014 |
| -------------- | ---- | ---- | ---- | ---- | ---- | ---- | ---- | ---- | ---- | ---- | ---- | ---- | ---- | ---- | ---- | ---- | ---- |
| Počet obyvatel | 135  | 211  | 233  | 242  | 235  | 240  | 247  | 256  | 264  | 272  | 275  | 250  | 256  | 254  | 277  | 302  | 328  |